# 張鳴鳳 (清平)
張鳴鳳（1458年—？），字子喈，山東東昌府清平縣人，民籍，明朝政治人物。

## 生平
弘治二年（1489年）己酉科山東鄉試第二名舉人。弘治九年（1496年）中式丙辰科進士會試第一百六十一名，三甲第十三名進士，授永康县知县，因有政績，十六年升任南京試監察御史，十七年四月實授南京山東道御史。正德元年，與陸崑等人聯名上疏彈劾劉瑾等宦官，后被貶入獄，罢黜为民。劉瑾被誅后，正德七年起用為湖廣僉事，十一年八月進本司副使。后母喪丁憂回鄉，死於家中。

## 家族
曾祖張友誠；祖父張清；父張能，母趙氏。具庆下。

## 著作
- 《西遷注》，成書於萬曆癸丑(1613年)[6]。
- 《桂勝》十六卷，成書於萬曆癸丑(1613年)[6]。